# أذربيجان (إيران)
أذربيجان (بالفارسية: آذربایجان أذربيجان [ɒːzærbɒjdʒɒːn]، بالأذرية: آذربایجان Azərbaycan [ɑzærbɑjdʒɑn])، وتعرف أيضا باسم أذربيجان الإيرانية، هي منطقة في شمال غرب إيران على الحدود مع العراق وتركيا، جمهورية نخجوان الذاتية الحكم، أرمينيا، و جمهورية أذربيجان. وتنقسم أذربيجان الإيرانية إداريا إلى كل من محافظة أذربيجان الغربية وأذربيجان الشرقية ومحافظة أردبيل، ومحافظة زنجان. كما أن معظم سكان المنطقة من الأذريين، مع وجود بعض الأقليات من الأكراد والأرمن والتاتيين والطوالش والآشوريين والفرس.

## التاريخ

### عصر ما قبل الإسلام
تعود أصول أذربيجان الإيرانية إلى حقب تاريخية قديمة شهدت تداخلًا ثقافيًا وحضاريًا معقدًا. أول مملكة معروفة في هذه المنطقة هي مملكة المانيين، التي حكمت جنوب شرق بحيرة أرومية، حيث كانت مدينة سقز الحديثة مركزًا رئيسيًا لهم. يُعتبر المانيون اتحادًا بين مجموعات إيرانية وغير إيرانية، ما يعكس التنوع العرقي واللغوي في تلك الفترة. وفقًا للبروفيسور زادوك:
| أذربيجان (إيران) | من غير المرجح أن تكون هناك أي وحدة عرقية لغوية في المانويَّة. مثل الشعوب الأخرى في الهضبة الإيرانية، تعرض المانويُّون لاختراق إيراني (أي هندو أوروبي) متزايد باستمرار. | أذربيجان (إيران) |

وفقًا للموسوعة البريطانيَّة، كان الميديُّون:
| أذربيجان (إيران) | شعب هندو أوروبي، مرتبط بالفرس، دخل شمال شرق إيران ربما في وقت مبكر من القرن السابع عشر قبل الميلاد واستقر في أرض الهضبة التي عُرفت باسم ميديا. | أذربيجان (إيران) |

بعد قيام الإسكندر الأكبر بغزو بلاد فارس، عيَّن الجنرال الفارسي أتروباتس في سنة 328 قبل الميلاد حاكمًا عليها، والذي أسس في النهاية سلالة مستقلة. كانت المنطقة، التي عُرفت باسم أتروباتين أو ميديا أتروباتين (بعد أتروباتس)، محل نزاع كبير. في القرن الثاني قبل الميلاد، تحررت أذربيجان من هيمنة السلوقيين بواسطة مهرداد الأول من السلالة الأرشكية، وأصبحت فيما بعد مقاطعة للإمبراطورية الساسانية في عهد أردشير الأول. تولى حكم أذربيجان في عهد الساسانيين، المرزبان، وفي نهاية الفترة، كانت تابعة لعائلة فرخ هرمز.
غزت مملكة أرمينيا أجزاء كبيرة من المنطقة، وشكلت مناطق واسعة منها جزءًا من أرمينيا التاريخية. هذه الأجزاء، مثل نور شيراكان، وفاسبوراكان، وبايتاكاران، تعتبر الآن جزءًا من أذربيجان الإيرانية. وُصفت فاسبوراكان بأنها مهد الحضارة الأرمنيَّة، إذ لعبت دورًا محوريًا في تطوير الثقافة الأرمنية. ومن الأحداث البارزة في التاريخ الأرمني والتي جرت في هذه المنطقة، معركة أفارايير في 26 مايو 451 م. على سهل أفارايير في ما يُعرف اليوم بتشورس، إذ اشتبك الجيش الأرمني بقيادة فاردان ماميكونيان مع قوات بلاد فارس الساسانية. وعلى الرغم من انتصار الفرس في المعركة، إلا أن هذه المعركة مهدت الطريق لمعاهدة نوارساك عام 484م، التي أكدت حق أرمينيا في ممارسة المسيحية بحرية.
حكم هرقل الإمبراطور البيزنطي المنطقة لفترة وجيزة في القرن السابع حتى عقد السلام مع الساسانيين، ليظهر المُسلمون في شبه الجزيرة العربيَّة ويغيرون المعادلة وموازين القوى كُليًا لاحقًا.

### العصر الرَّاشدي
خلال الفتح الإسلامي لفارس، كان رستم فرخزاد، ابن فرخ هرمز، ابن فندويه، عم كسرى الأول وشقيق المغتصب الساساني ويستهم، هو ولي العهد للإمبراطوريَّة الساسانيَّة. ولد رستم نفسه في أذربيجان وقاد الجيش الساساني إلى المعركة. وورد ذكره في الشاهنامه. هُزم السَّاسانيين في معركة القادسية هزيمة ثقيلة، أدت لمقتل رستم فرخزاد مع نحو 40 ألف من قُواته. في عام 642، قاتل بيروز خسرو، أحد الناجين الساسانيين من معركة القادسية، الجيش الإسلامي في نهاوند، إذ اعتبرت بوابة لمقاطعات أذربيجان وأرمينيا وألبانيا القوقازية. كانت المعركة شرسة، وانتهت بهزيمة كبيرة للسَّاسانيين فيها. أدَّى خسارة السَّاسانيين للمعركة، قيام المُسلمين بفتح أذربيجان، ليأسروا إسفندياذ ابن فرخزاد. تعهَّد إسفنديار في مقابل حياته، بالموافقة على التنازل عن ممتلكاته في أذربيجان ومساعدة المسلمين في هزيمة أخيه بهرام، ليُهزم الأخير لاحقًا ويُقضى عليه لاستتباب الأمن والأمان. وضع ميثاق بموجبه سُلمت على إثره أذربيجان للخليفة عُمَر بن الخطَّاب بشروط معتادة تتمثل في دفع الجزية السنوية. استقر العرب المسلمون في أذربيجان كما فعلوا في العديد من أجزاء إيران المُعاصرة. وفقًا للمؤرخ الإيراني الأذربيجاني أحمد كسروي، فقد استقر عدد كبير من المسلمين في أذربيجان مقارنة بالمقاطعات الأخرى، بسبب جودة المراعي، ووفرتها وخصوبتها في المقاطعة.

### العصر العبَّاسي

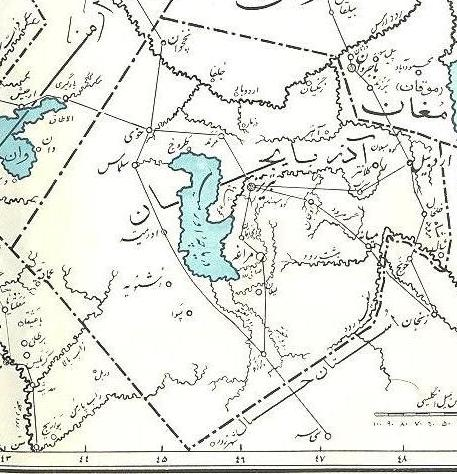
ولاية أذربيجان في العصر العبَّاسي.

كانت الثورات المحلية على دول الخلافة الإسلاميَّة المُتعاقبة منذ العهد الرَّاشدي، ثم الأموي، ثم العبَّاسي، شائعة وأشهر هذه الثورات هي ثورة بابك الخُرَّمي الفارسية. أخمد العبَّاسيُّون ثورة بابك الخُرَّمي وقضوا عليه وأعدموه في عهد الخليفة المُعتصم بالله، غير أن قبضة الخلافة العباسية على أذربيجان قد ضعفت لاحقًا، مما سمح للسلالات المحلية بالظهور في أذربيجان. استولى الدايسام الأكراد، وبنو سلار على أذربيجان، ليتمكن الحاكم السلَّاري من توحيدها مع أرَّان وشيروان ومعظم أرمينيا الشرقية.

### العصر السَّلجوقي حتى الجورجي
بعد المواجهات مع السكان الديالمة والأكراد المحليين الذين أسسوا بالفعل سلالاتهم وإماراتهم الخاصة في أجزاء مختلفة من أذربيجان، سيطر السلاجقة الأتراك على المنطقة في القرن الحادي عشر وأوائل القرن الثاني عشر، لتبدأ عملية التتريك اللغوي للسكان في المنطقة. في عام 1136، سقطت أذربيجان في أيدي أتابكة أذربيجان وأتابكة مراغة. غزا خوارزم شاه جلال الدين الذي احتفظ بأذربيجان حتى ظهور الغزوات المغولية. في السنوات الأولى من القرن الثالث عشر، غزت مملكة جورجيا أجزاء كبيرة من أذربيجان، بقيادة الملكة تامار. تحت قيادة الأخوين زكريا وإيفان مخارجردزلي، غزا الجورجيُّون أردبيل وتبريز في عام 1208، وقزوين وخوي في عام 1210.

### العصر المغولي والتيموري والتركماني
أسس المغول بقيادة هولاكو خان عاصمتهم في مراغة. يصف كتاب سفينة تبريز الحالة العامة لتبريز خلال فترة الإلخانيين. بعد غزوها من قبل تيمورلنك في القرن الرابع عشر، أصبحت تبريز عاصمة إقليمية مهمة للدولة التيمورية. وفي وقت لاحق، أصبحت تبريز عاصمة قبيلة القره قوينلو الحاكمة في المنطقة.

### العصر الصفوي والأفشاري والقاجاري
نشأت سلالة الصفويين في أردبيل (أرتافيلا القديمة) لتجديد دولة فارس ونشر المذهب الشيعي كدين رسمي لإيران. تحول سكان أذربيجان والكثير من إيران إلى المذهب الشيعي بالقُوَّة والسياسات القاسية. بعد عام 1502، أصبحت أذربيجان الحصن الرئيسي والقاعدة العسكرية للصفويين، إذ أصبحت أذربيجان المقاطعة الرئيسية التي شنَّت القُوات الصفويَّة توسُّعًا كبيرًا حتى داغستان في أوائل القرن التاسع عشر. بين عامي 1514 و1603، سيطر العثمانيون أحيانًا على تبريز وأجزاء أخرى من المقاطعة خلال حروبهم العديدة مع خصومهم الأيديولوجيين والسياسيين الصفويين. استعاد الشاه عبَّاس السيطرة الصفوية، غير أنه خلال الغزو الأفغاني (1722-1728) استعاد العثمانيون أذربيجان ومقاطعات غربية أخرى من إيران، حتى طردهم نادر شاه الأفشاري. في بداية حكم كريم خان زند، ثار خان آزاد الأفغاني دون جدوى في أذربيجان. سيطر الأكراد الدومبولي من خوي وزعماء قبائل آخرين، أجزاء مختلفة من المنطقة. هُزم خان آزاد على يد إيركلي الثاني. مع ظهور القاجاريين، أصبحت أذربيجان المقر التقليدي لورثة العرش. وحتى ذلك الحين، بقيت أذربيجان المنطقة الرئيسية التي يسيطر منها الحكام رفيعو المستوى على مختلف الأراضي والخانات في القوقاز، بينما ظلت القوة الرئيسية في طهران.

### العصر القاجاري - الروسي
على الرغم من أن أول حاكم إيراني قاجاري، آغا محمد خان، استعاد القوقاز وكل إيران في عدة حملات سريعة، مثل إخضاع جورجيا بقسوة في عام 1795، إلا أن إيران ستخسر في نهاية المطاف بشكل لا رجعة فيه، كل منطقة القوقاز لصالح الإمبراطورية الروسية المجاورة خلال القرن التاسع عشر، مما كان له تأثير حاسم على منطقة أذربيجان الإيرانية الحديثة. بعد فترة وجيزة من استعادة جورجيا، اغتيل آغا محمد شاه أثناء تحضيره لرحلة استكشافية ثانية في عام 1797 في شوشا. لم يدم إعادة الهيمنة الإيرانية على جورجيا طويلاً؛ ففي عام 1799، زحف الروس إلى تبليسي، وهو ما سيمثل بداية نهاية المناطق الخاضعة للحكم الإيراني في القوقاز، والتي تضم جورجيا الحديثة وأرمينيا وجمهورية أذربيجان وداغستان بفضل الحروب الروسية الفارسية في القرن التاسع عشر.
منذ أواخر القرن السابع عشر/أوائل القرن الثامن عشر، كان الروس ينتهجون سياسة توسعية نشطة تجاه الإمبراطوريات المجاورة لهم إلى الجنوب، وهي الدولة العثمانية والممالك الإيرانية المتعاقبة. أدى موت آغا محمد خان ودخول القوات الروسية إلى الحيازة الإيرانية لتبليسي في عام 1799، إلى اندلاع الحرب الروسية الفارسية (1804-1813)، وهي الأولى من بين عدد من الحروب الروسية الفارسية خلال القرن التاسع عشر، والأكثر تدميراً وإذلالاً لإيران. بحلول نهاية الحرب في عام 1813 وتوقيع معاهدة جولستان الناتجة عنها، أُجبرت إيران القاجارية على التنازل عن جورجيا ومعظم جمهورية أذربيجان الحديثة وداغستان لروسيا. كانت الأراضي القوقازية الوحيدة المتبقية في أيدي الإيرانيين هي ما يُعرف الآن بأرمينيا وخانية نخجوان وخانية تاليش. أسفرت الحرب الروسية الفارسية (1826-1828)، عن هزيمة أكثر إذلالاً، إذ أُجبرت إيران على التنازل عن المناطق القوقازية المتبقية، فضلاً عن احتلال القوات الروسية مؤقتًا لتبريز وأذربيجان الإيرانية. كانت المنطقة الواقعة شمال نهر آراس، والتي شملت أراضي جمهورية أذربيجان المعاصرة وشرق جورجيا وداغستان وأرمينيا، أراضي إيرانية حتى فترة طويلة، قبل استيلاء روسيا عليهم خلال القرن التاسع عشر.
خلال القرن التاسع عشر، خسرت إيران لصالح روسيا مناطق كانت جزءًا من إيران لعدة قرون. وبحلول نهاية القرن التاسع عشر، تم تعيين الحدود بين إيران وروسيا أكثر نحو الجنوب، عند نهر أراس، والذي يشكل حاليًا الحدود المُعاصرة بين إيران وأرمينيا وأذربيجان. في وقت لاحق، كان الروس مؤثرين للغاية في شمال إيران بما في ذلك أذربيجان (حين وقع شمال إيران في دائرة نفوذ روسيا لعقود من الزمن). بعد عام 1905، كان ممثلو أذربيجان نشطين للغاية في الثورة الدستورية الفارسية نتيجة النفوذ الروسي.

### العصر الحديث

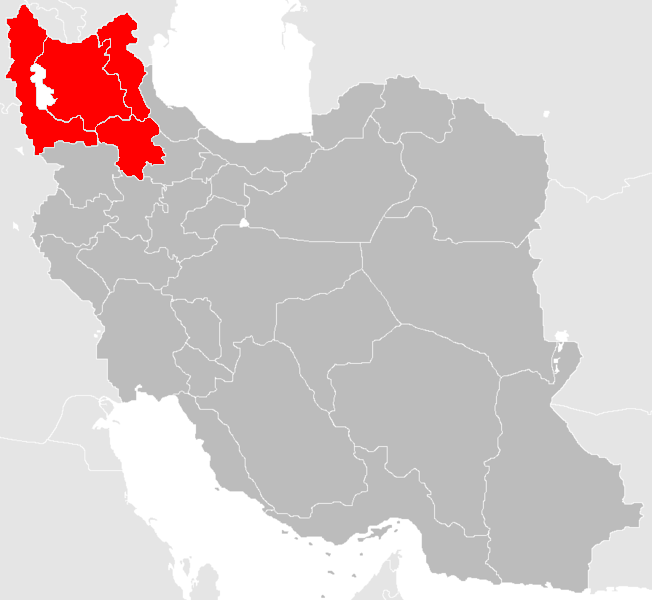
الأقاليم الثلاثة لمنطقة أذربيجان الإيرانية.

استولى الجيش الإمبراطوري الروسي على أذربيجان الإيرانية في عام 1909، ومرة أخرى في 1912-1914 و1915-1918. تلت تلك الحملات قيام القوات العثمانية بالسيطرة عليها في 1914-1915 و1918-1919. بعد سقوط الإمبراطورية الروسية وحلول الاتحاد السوفيتي بدلًا عنها، استولى البلاشفة على أذربيجان الإيرانية وأجزاء أخرى من إيران في 1920-1921. احتلت القوات السوفيتية أذربيجان الإيرانية في عام 1941 أثناء الحرب العالمية الثانية. قام السوفييت بإنشاء دولة مستقلة قصيرة العمر للغاية، واستمرت من نوفمبر 1945 حتى نوفمبر 1946. حُلت الدولة بعد إعادة توحيد أذربيجان الإيرانية مع إيران في نوفمبر من نفس العام. تُعد الفترة من آخر حرب روسية فارسية كبرى تقريبًا حتى هذا التاريخ، وسُميت بفترة النفوذ الروسي العالي في إيران. سقطت كل شمال إيران، بما في ذلك أذربيجان الإيرانية وجيلان ومازندران وقزوين والعديد من الأماكن الأخرى حتى أصفهان في مجال النفوذ الروسي بعد اتفاق مع بريطانيا العظمى خوفًا من ميول الشَّاه نحو ألمانيا النازية أثناء الحرب العالمية الثانية. بسبب الاحتلال الرُّوسي، تمركزت الجيوش الروسية في العديد من مناطق أذربيجان الإيرانية، وأُسس فيها المدارس الروسية، واستقر العديد من الروس في المنطقة، ولكن بشكلٍ أقل من الحالات في جيلان ومازندران. شهدت أذربيجان تدفقًا كبيرًا لما يسمى بالمهاجرين البيض الذين فروا إلى إيران في أعقاب الثورة البلشفية في روسيا. تعد القومية الإيرانية جزئيًا نتاج لفكر المثقفين الأذربيجانيين. لعبت المقاطعات الأذربيجانية دورًا رئيسيًا في الحياة الثقافية والاقتصادية لإيران في كل من العصر البهلوي وكذلك الثورة الدستورية والإسلامية الإيرانية.

## الجغرافيا
تعتبر أذربيجان الإيرانية عمومًا الجزء الشمالي الغربي من إيران، والذي يشمل محافظات أذربيجان الشرقية وأذربيجان الغربية وأردبيل، وتشترك في الحدود مع جمهورية أذربيجان، وأرمينيا، وتركيا، والعراق. يوجد في المنطقة 17 نهرًا وبحيرتان. تعد صناعة الآلات والمعدات الكهربائيَّة، وإنتاج القطن والمكسرات والمنسوجات والشاي هي الصناعات الرئيسية التي يعمل فيها أهالي المنطقة وينتجونها. يحد المنطقة من الشمال كُلًا من أرمينيا، وجمهورية أذربيجان، ومن الغرب بحيرة أرومية والمناطق التي يسكنها الأكراد في إيران وجمهورية العراق، ومن الشرق جيلان، ومن الجنوب زنجان وكردستان.

### الجبال
- سبلان هو بركان طبقي غير نشط في محافظة أردبيل شمال غرب إيران، وهو ثالث أعلى جبل في إيران، وله بحيرة فوهة دائمة تشكَّلت في قمته. يوجد في سبلان منتجع للتزلج (ألفاريس)، ومناطق سياحية مختلفة مثل منتجع سارين. يُعرف الجبل بمناظره الخلابة، بما في ذلك مضيق شيروان، إذ لا يغامر سوى عدد قليل من المتسلقين. يبلغ ارتفاع جبل سبلان 4811 مترًا (15784 قدمًا).[26]
- سهند هو بركان طبقي ضخم متآكل بشدة في شمال غرب إيران. يبلغ ارتفاع سهند 3720 مترًا (12204 قدمًا)، وهو أعلى جبل في محافظة أذربيجان الشرقية.[27]
- عينالي هي سلسلة جبال صغيرة تقع شمال تبريز، إيران. تحتوي السلسلة على عدة قمم، بما في ذلك عينالي (1800 متر أو 5910 قدمًا)، وحليلة (1850 مترًا أو 6070 قدمًا)، وباكه تشين (1945 مترًا أو 6381 قدمًا)، وبهلول (1985 مترًا أو 6512 قدمًا)، وأعلى قمة داند (2378 مترًا أو 7802 قدمًا).[28]
- جبل بوزغوش وآغ داغ هو جبل بركاني يبلغ ارتفاعه 3306 مترًا (10846 قدمًا)، يقع على بعد 20 كم (10 أميال) جنوب سراب وشمال ميانة، في محافظة أذربيجان الشرقية. تُزرع زهور التوليب على التربة البركانية الغنية في جبل بوزغوش، وتنمو الأعشاب الطبية مثل النعناع البري والزعتر ولسان الثور والقراص والعرقسوس على منحدرات الجبل. يعد جبل بوزغوش هو بركان طبقي، يتكون في معظمه من الأنديزيت.

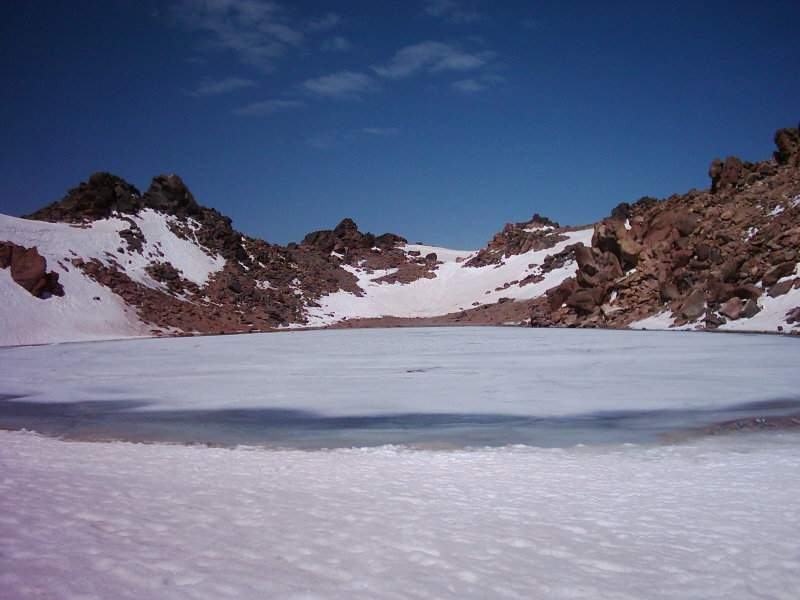
جبل سبلان
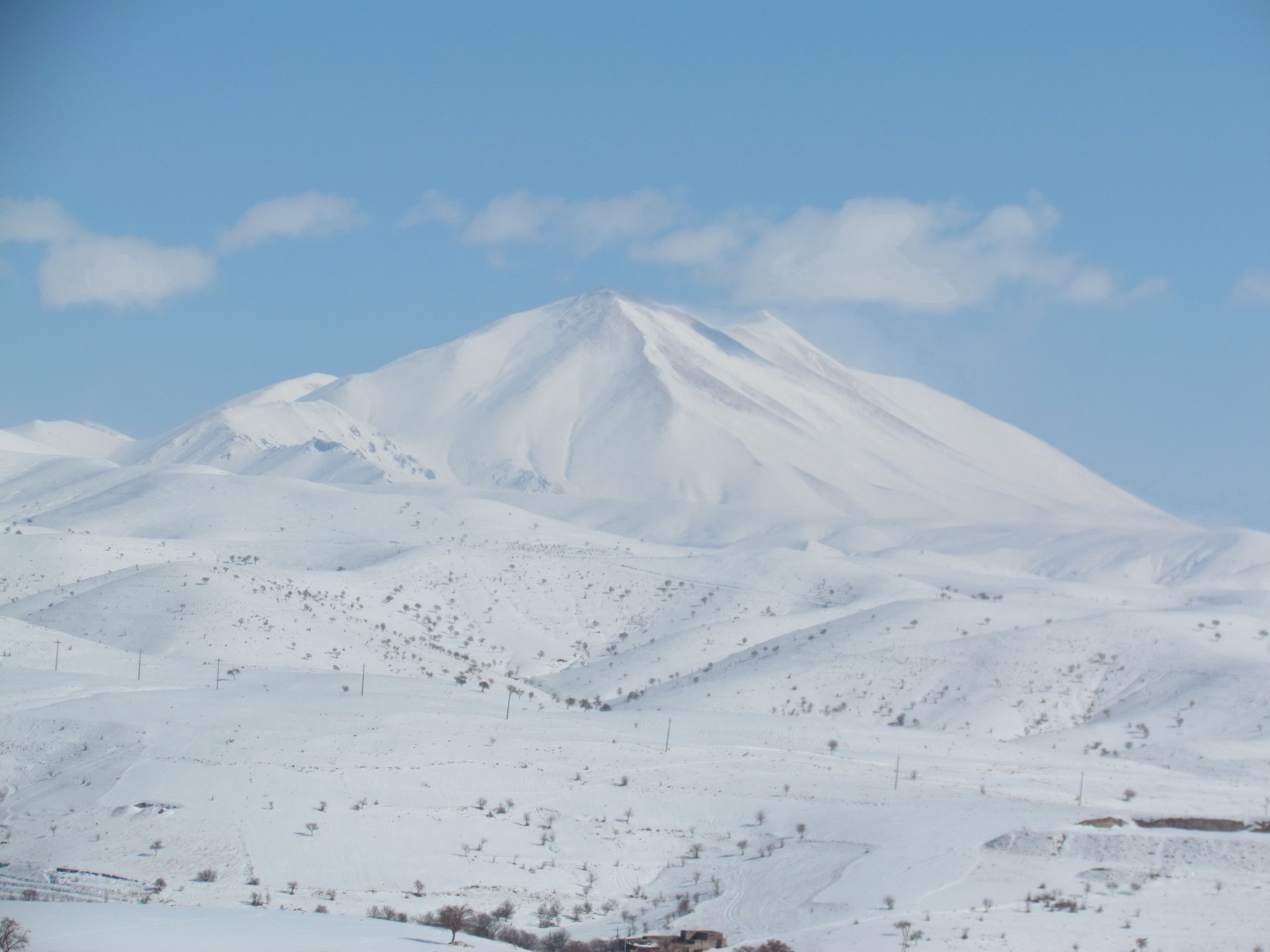
جبل سهند
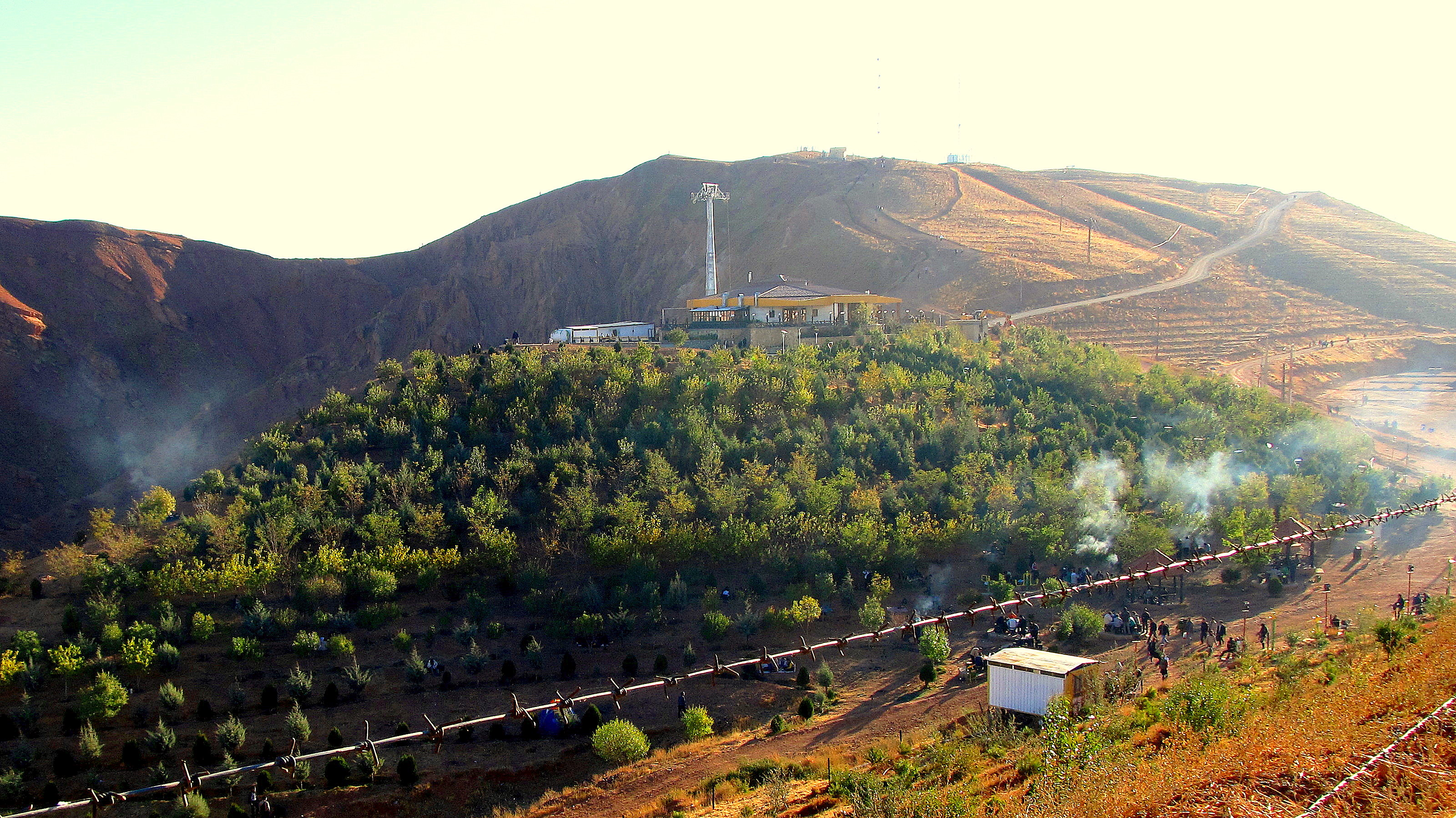
جبل عينالي

### الأنهار
تتدفق أغلب الأنهار الكبرى في أذربيجان إما إلى بحيرة أرومية أو إلى بحر قزوين (كلاهما من الأنهار الداخلية). من بين الأنهار الرئيسية:
- حوض بحيرة أرومية: آجي تشاي (كوري تشاي)، وزرينه رود، ونهر جادار والعديد من الأنهار الصغيرة الدائمة والموسمية.
- حوض بحر قزوين: قيزيل أوزان، وسفيد رود، ونهر آراس (نهر زانغمار).

## الاقتصاد
يعتمد الاقتصاد في أذربيجان الإيرانية على الصناعات الثقيلة، والغذائية، والزراعة، والحرف اليدوية. تعد مدينة تبريز أكبر مركز اقتصادي، إذ تحتوي على غالبية الصناعات الثقيلة والغذائية. يوجد في أذربيجان الإيرانية منطقتان للتجارة الحرة مخصصتان لتعزيز التجارة الدولية، هُما منطقة أراس الحرة ومنطقة ماكو الحرة. تعد صناعة الزراعة في أذربيجان الإيرانية أفضل نسبيًا من العديد من الأجزاء الأخرى من البلاد، وذلك راجع لهطول الأمطار الأعلى نسبيًا في البلاد.